# Route nationale 560
Pour les articles homonymes, voir Route 560.
La route nationale 560, ou RN 560, est une ancienne route nationale française reliant Aubagne à Villecroze. La dernière section entre Auriol et Saint-Maximin-la-Sainte-Baume a été déclassée en RD 560 en 2006.

## Historique
À sa création en 1933, la route nationale 560 était définie « de Marseille à Draguignan par Saint-Maximin et Barjols ». Elle reliait en fait Aubagne à Villecroze, via Saint-Maximin-la-Sainte-Baume, Barjols et Salernes, la section entre Marseille et Aubagne étant assurée par la route nationale 8 et le tronçon de Villecroze à Draguignan par la RN 557.
À la suite de la réforme de 1972, la section d'Aubagne à Roquevaire a été reprise par la RN 96 et celle de Saint-Maximin-la-Sainte-Baume à Villecroze a été déclassée en RD 560. La RN 560 est ensuite réduite à la section d'Auriol à Saint-Maximin-la-Sainte-Baume. Ce dernier tronçon a été transféré aux départements des Bouches-du-Rhône et du Var en 2006 et est renuméroté RD 560.

## Tracé d'Aubagne à Villecroze (D 96, D 560)
- Aubagne
- Roquevaire-Pont de l'Étoile

La RN 560 faisait tronc commun avec la RN 96 jusqu'à Auriol.
- Auriol-Pont de Joux
- Auriol
- Saint-Zacharie
- Nans-les-Pins
- Saint-Maximin-la-Sainte-Baume
- Brue-Auriac
- Barjols
- Sillans-la-Cascade
- Salernes
- Villecroze

## Projets
La route devait être aménagée aux normes autoroutières entre Auriol et Saint-Maximin (projets A53 puis A520), constituant le grand contournement est d'Aix-en-Provence avec le prolongement A510 depuis Saint-Maximin jusqu'à l'autoroute A51 à Cadarache, puis le projet a été abandonné.
Il ne reste aujourd'hui de ce projet que deux vestiges :
- au sud, la bretelle dite d'Auriol, portant le numéro A520 et débouchant sur le rond-point du parc animalier d'Auriol ;
- à l'autre extrémité, au nord, le tronçon entre l'entrée sud de la ville et l'autoroute A8, à Saint-Maximin, dont on peut apercevoir la largeur du tablier et la configuration de la route pour être ensuite aménagée aux normes autoroutières (présence de bandes d'arrêt d'urgence sur les côtés, par exemple).

## Accidents
Cette route est très accidentogène sur le tronçon dit « de la Sambuc » (Nans - Saint-Zacharie).